# Journée naturelle
 (juillet 2025).
Pour plus de détails, voir Fiche technique et Distribution.
Journée naturelle est un court métrage français d'Alain Resnais sorti en 1947.

## Synopsis
Un documentaire sur Max Ernst.

## Fiche technique
- Réalisation : Alain Resnais
- Genre : Documentaire[1]
- Durée : 10 minutes[1]
- Année de sortie : 1947

## Distribution
- Max Ernst